# Qinggedahu Xiang
Qinggedahu Xiang (kinesiska: 青格达湖乡, 青格达湖) är en socken i Kina. Den ligger i den autonoma regionen Xinjiang, i den nordvästra delen av landet, omkring 26 kilometer norr om regionhuvudstaden Ürümqi. Antalet invånare är 4 314. Befolkningen består av 2 124 kvinnor och 2 190 män. Barn under 15 år utgör 12,0 %, vuxna 15-64 år 74 %, och äldre över 65 år 12,0 %.
Genomsnittlig årsnederbörd är 314 millimeter. Den regnigaste månaden är april, med i genomsnitt 46 mm nederbörd, och den torraste är januari, med 10 mm nederbörd.